# Gregory La Cava
Gregory La Cava (Towanda, 10 de março de 1892 — Los Angeles, 1° de março de 1952) foi um cineasta e cartunista norte-americano, conhecido pelos seus filmes de comédia, especialmente por My Man Godfrey (no Brasil, Irene, a Teimosa; em Portugal, Doidos Milionários) e Stage Door (no Brasil, No Teatro da Vida; em Portugal, A Porta das Estrelas), pelos quais foi indicado ao Oscar de Melhor Diretor, respectivamente, nos anos de 1937 e 1938. Muitos de seus filmes figuram entre os mais importantes do gênero comédia maluca (screwball comedy film).

## Filmografia
| Ano  | Filmes                       | Indicações ao Oscar | Prêmios da Academia |
| ---- | ---------------------------- | ------------------- | ------------------- |
| 1921 | His Nibs                     |                     |                     |
| 1923 | The Life of Reilly           |                     |                     |
| 1923 | Beware of the Dog            |                     |                     |
| 1924 | Restless Wives               |                     |                     |
| 1924 | The New School Teacher       |                     |                     |
| 1925 | Womanhandled                 |                     |                     |
| 1926 | Let's Get Married            |                     |                     |
| 1926 | Say It Again                 |                     |                     |
| 1926 | So's Your Old Man            |                     |                     |
| 1927 | Paradise for Two             |                     |                     |
| 1927 | Running Wild                 |                     |                     |
| 1927 | Tell It to Sweeney           |                     |                     |
| 1927 | The Gay Defender             |                     |                     |
| 1928 | Half a Bride                 |                     |                     |
| 1928 | Feel My Pulse                |                     |                     |
| 1929 | Saturday's Children          |                     |                     |
| 1929 | Big News                     |                     |                     |
| 1929 | His First Command            |                     |                     |
| 1931 | Laugh and Get Rich           |                     |                     |
| 1931 | Smart Woman                  |                     |                     |
| 1932 | Symphony of Six Million      |                     |                     |
| 1932 | The Age of Consent           |                     |                     |
| 1932 | The Half-Naked Truth         |                     |                     |
| 1933 | Gabriel Over the White House |                     |                     |
| 1933 | Bed of Roses                 |                     |                     |
| 1933 | Gallant Lady                 |                     |                     |
| 1934 | The Affairs of Cellini       | 4                   | 0                   |
| 1934 | What Every Woman Knows       |                     |                     |
| 1935 | Private Worlds               | 1                   | 0                   |
| 1935 | She Married Her Boss         |                     |                     |
| 1936 | My Man Godfrey               | 6                   | 0                   |
| 1937 | Stage Door                   | 4                   | 0                   |
| 1939 | 5th Ave Girl                 |                     |                     |
| 1940 | Primrose Path                | 1                   | 0                   |
| 1941 | Unfinished Business          |                     |                     |
| 1942 | Lady in a Jam                |                     |                     |
| 1947 | Living in a Big Way          |                     |                     |
| 1948 | One Touch of Venus           |                     |                     |